# جي. برنلف
جي. برنلف (بالهولندية: J. Bernlef)‏‏ (14 يناير 1937 - 29 أكتوبر 2012 في أمستردام) شاعر، وروائي، وشاعر غنائي، ومترجم، ومؤلف، وكاتب من مملكة هولندا.

## روابط خارجية
- جي. برنلف على موقع IMDb (الإنجليزية)
- جي. برنلف على موقع ديسكوغز (الإنجليزية)